# Aisza (imię)
Aisza – imię pochodzenia arabskiego. Imię to oznacza "żyjąca". 
Obchodzi imieniny 11 września.

## Osoby o imieniu Aisza
- A’isza bint Abi Bakr – żona proroka Mahometa
- A'isza Abd ar-Rahman – egipska pisarka i poetka
- A’isza al-Kaddafi - libijska adwokat, córka Mu’ammara al-Kaddafiego